# Beguntsi
Beguntsi (bulgariska: Бегунци) är ett distrikt i Bulgarien.   Det ligger i kommunen Obsjtina Karlovo och regionen Plovdiv, i den centrala delen av landet, 130 kilometer öster om huvudstaden Sofia.
Omgivningarna runt Beguntsi är en mosaik av jordbruksmark och naturlig växtlighet. Runt Beguntsi är det ganska tätbefolkat, med 58 invånare per kvadratkilometer.